# Выдающиеся деятели отечественной медицины и здравоохранения
«Выдающиеся деятели отечественной медицины и здравоохранения» — научно-популярная серия книг биографической тематики, выходившая в издательстве «Медицина» (Москва) с 1967 по 1990 год. Входила в издательскую серию «Научно-популярная медицинская литература». Была напечатана 91 книга.

## Книги серии (хронология)

### 1967 год
- Багдасарьян С. М. Н. Н. Бурденко. — М.: Медицина, 1967. — 72 с. — (Выдающиеся деятели отечественной медицины и здравоохранения). — … экз. (Бурденко, Николай Нилович)
- Бирюков Д. А. И. П. Павлов. — М.: Медицина, 1967. — 74 с. — (Выдающиеся деятели отечественной медицины и здравоохранения). — 30 000 экз. (Павлов, Иван Петрович)
- Бородулин В. И., Шхвацабая И. К. А. Л. Мясников. — М.: Медицина, 1967. — 72 с. — (Выдающиеся деятели отечественной медицины и здравоохранения). — 20 000 экз. (Мясников, Александр Леонидович)
- Виноградов Н. А. С. В. Курашов (1910—1965). — М.: Медицина, 1967. — 56 с. — (Выдающиеся деятели отечественной медицины и здравоохранения). — … экз. (Курашов, Сергей Владимирович)
- Горфин Д. В. Н. А. Семашко. — М.: Медицина, 1967. — 72 с. — (Выдающиеся деятели отечественной медицины и здравоохранения). — … экз. (Семашко, Николай Александрович)
- Захарьян С. Т. А. В. Вишневский (1874—1948). — М.: Медицина, 1967. — (Выдающиеся деятели отечественной медицины и здравоохранения). — … экз. (Вишневский, Александр Васильевич)
- Леонов И. Т. Г. Н. Каминский. — М.: Медицина, 1967. — 68 с. — (Выдающиеся деятели отечественной медицины и здравоохранения). — … экз. (Каминский, Григорий Наумович)
- Миленушкин Ю. И. Н. Ф. Гамалея. — М.: Медицина, 1967. — 72 с. — (Выдающиеся деятели отечественной медицины и здравоохранения). — … экз. (Гамалея, Николай Фёдорович)
- Мирский М. Б. Н. Ф. Филатов. — М.: Медицина, 1967. — 56 с. — (Выдающиеся деятели отечественной медицины и здравоохранения). — … экз. (Филатов, Нил Фёдорович)
- Петров Б. Д. З. П. Соловьёв (1876—1928). — М.: Медицина, 1967. — 64 с. — (Выдающиеся деятели отечественной медицины и здравоохранения). — … экз. (Соловьёв, Зиновий Петрович)
- Плецитый Д. Ф. А. Д. Сперанский. — М.: Медицина, 1967. — 58 с. — (Выдающиеся деятели отечественной медицины и здравоохранения). — … экз. (Сперанский, Алексей Дмитриевич)
- Сиротинин Н. Н. А. А. Богомолец. — М.: Медицина, 1967. — 72 с. — (Выдающиеся деятели отечественной медицины и здравоохранения). — … экз. (Богомолец, Александр Александрович)
- Слонимская И. А. М. Ф. Владимирский (1874—1951). — М.: Медицина, 1967. — 56 с. — (Выдающиеся деятели отечественной медицины и здравоохранения). — 21 000 экз. (Владимирский, Михаил Фёдорович)
- Шилинис Ю. А. Л. А. Орбели (1882—1958). — М.: Медицина, 1967. — 80 с. — (Выдающиеся деятели отечественной медицины и здравоохранения). — 30 000 экз. (Орбели, Леон Абгарович)

### 1969 год
- Геселевич А. М. Н. И. Пирогов. — М.: Медицина, 1969. — 64 с. — (Выдающиеся деятели отечественной медицины и здравоохранения). — … экз. (Пирогов, Николай Иванович)
- Дупленко К. Ф., Михнев А. Л. Н. Д. Стражеско. — М.: Медицина, 1969. — 60 с. — (Выдающиеся деятели отечественной медицины и здравоохранения). — 7000 экз. (Стражеско, Николай Дмитриевич)
- Куприянов В. В. В. П. Воробьёв. — М.: Медицина, 1969. — 68 с. — (Выдающиеся деятели отечественной медицины и здравоохранения). — … экз. (Воробьёв, Владимир Петрович)
- Лушников А. Г. С. П. Боткин (1832—1889). — М.: Медицина, 1969. — 60 с. — (Выдающиеся деятели отечественной медицины и здравоохранения). — 12 000 экз. (Боткин, Сергей Петрович)
- Мунипов В. М. В. М. Бехтерев (1857—1927). — М.: Медицина, 1969. — 56 с. — (Выдающиеся деятели отечественной медицины и здравоохранения). — … экз. (Бехтерев, Владимир Михайлович)
- Овчинникова А. К. Н. П. Кравков. — М.: Медицина, 1969. — 56 с. — (Выдающиеся деятели отечественной медицины и здравоохранения). — … экз. (Кравков, Николай Павлович)
- Пучковская Н. А. В. П. Филатов. — М.: Медицина, 1969. — 68 с. — (Выдающиеся деятели отечественной медицины и здравоохранения). — … экз. (Филатов, Владимир Петрович)
- Тур А. Ф. М. С. Маслов. — М.: Медицина, 1969. — 52 с. — (Выдающиеся деятели отечественной медицины и здравоохранения). — … экз. (Маслов, Михаил Степанович)
- Хвиливицкая М. И. Г. Ф. Ланг. — М.: Медицина, 1969. — 48 с. — (Выдающиеся деятели отечественной медицины и здравоохранения). — … экз. (Ланг, Георгий Фёдорович)

### 1970 год
- Иванов Н. И. В. И. Воячек. — М.: Медицина, 1970. — (Выдающиеся деятели отечественной медицины и здравоохранения). — … экз. (Воячек, Владимир Игнатьевич)
- Петров Б. Д. Ф. Ф. Эрисман. — М.: Медицина, 1970. — (Выдающиеся деятели отечественной медицины и здравоохранения). — … экз. (Эрисман, Фёдор Фёдорович)
- Тальковский С. И. М. И. Авербах (1872—1944). — М.: Медицина, 1970. — 52 с. — (Выдающиеся деятели отечественной медицины и здравоохранения). — … экз. (Авербах, Михаил Иосифович)
- Фёдоров А. Н. А. И. Абрикосов. — М.: Медицина, 1970. — 48 с. — (Выдающиеся деятели отечественной медицины и здравоохранения). — 6000 экз. (Абрикосов, Алексей Иванович)
- Фельдман Н. Г. Б. И. Лаврентьев. — М.: Медицина, 1970. — 72 с. — (Выдающиеся деятели отечественной медицины и здравоохранения). — … экз. (Лаврентьев, Борис Иннокентьевич)

### 1971 год
- Алексеева Л. П., Мерабишвили В. М. З. Г. Френкель. — М.: Медицина, 1971. — 128 с. — (Выдающиеся деятели отечественной медицины и здравоохранения). — … экз. (Френкель, Захарий Григорьевич)
- Волков М. В. Н. Н. Приоров (1885—1961). — М.: Медицина, 1971. — 48 с. — (Выдающиеся деятели отечественной медицины и здравоохранения). — … экз. (Приоров, Николай Николаевич)

### 1972 год
- Губергриц А. Я. В. П. Образцов. — М.: Медицина, 1972. — 40 с. — (Выдающиеся деятели отечественной медицины и здравоохранения). — … экз. (Образцов, Василий Парменович)
- Какостиков П. Ф. А. А. Кадьян (1849—1917). — М.: Медицина, 1972. — 44 с. — (Выдающиеся деятели отечественной медицины и здравоохранения). — … экз. (Кадьян, Александр Александрович)
- Кованов В. В. П. А. Герцен (1871—1947) : К 100-летию со дня рождения. — М.: Медицина, 1972. — (Выдающиеся деятели отечественной медицины и здравоохранения). — … экз. (Герцен, Пётр Александрович)
- Кованов В. В. Н. В. Склифосовский. — М.: Медицина, 1972. — 64 с. — (Выдающиеся деятели отечественной медицины и здравоохранения). — … экз. (Склифосовский, Николай Васильевич)
- Серебров А. И. Н. Н. Петров (1876—1964). — М.: Медицина, 1972. — 60 с. — (Выдающиеся деятели отечественной медицины и здравоохранения). — … экз. (Петров, Николай Николаевич)
- Сироткина М. Г., Гуткин В. С. С. С. Брюхоненко. — М.: Медицина, 1972. — 96 с. — (Выдающиеся деятели отечественной медицины и здравоохранения). — … экз. (Брюхоненко, Сергей Сергеевич)
- Циклик А. М. В. Д. Шервинский. — М.: Медицина, 1972. — 40 с. — (Выдающиеся деятели отечественной медицины и здравоохранения). — … экз. (Шервинский, Василий Дмитриевич)

### 1973 год
- Базанов В. А. Е. П. Первухин. — М.: Медицина, 1973. — (Выдающиеся деятели отечественной медицины и здравоохранения). — … экз. (Первухин, Евгений Порфирьевич)
- Беркутов А. Н., Леонов И. Т. М. Н. Ахутин. — М.: Медицина, 1973. — 72 с. — (Выдающиеся деятели отечественной медицины и здравоохранения). — … экз. (Ахутин, Михаил Никифорович)
- Васильев К. Г., Занчевская Т. А. Л. С. Ценковский. — М.: Медицина, 1973. — 32 с. — (Выдающиеся деятели отечественной медицины и здравоохранения). — 10 000 экз. (Ценковский, Лев Семёнович)
- Милашкин А. Г. В. Н. Шевкуненко. — М.: Медицина, 1973. — 60 с. — (Выдающиеся деятели отечественной медицины и здравоохранения). — … экз. (Шевкуненко, Виктор Николаевич)
- Мчедлишвили Г. И. В. В. Воронин (1870—1960). — М.: Медицина, 1973. — 44 с. — (Выдающиеся деятели отечественной медицины и здравоохранения). — … экз. (Воронин, Владимир Васильевич)
- Трунин М. А., Елизаров В. А. В. А. Оппель. — М.: Медицина, 1973. — 56 с. — (Выдающиеся деятели отечественной медицины и здравоохранения). — … экз. (Оппель, Владимир Андреевич)
- Шульцев Г. П. М. П. Кончаловский. — М.: Медицина, 1973. — 56 с. — (Выдающиеся деятели отечественной медицины и здравоохранения). — … экз. (Кончаловский, Максим Петрович)

### 1974 год
- Базанов В. А. Е. А. Осипов. — М.: Медицина, 1973. — 64 с. — (Выдающиеся деятели отечественной медицины и здравоохранения). — … экз. (Осипов, Евграф Алексеевич)
- Белова А. А. А. А. Богданов. — М.: Медицина, 1973. — 60 с. — (Выдающиеся деятели отечественной медицины и здравоохранения). — … экз. (Богданов, Александр Александрович)
- Вальдман А. А., Базанов В. А. Н. Н. Аничков (1885—1964). — М.: Медицина, 1974. — 64 с. — (Выдающиеся деятели отечественной медицины и здравоохранения). — … экз. (Аничков, Николай Николаевич)
- Исаков Ю. Ф. С. Д. Терновский. — М.: Медицина, 1974. — 48 с. — (Выдающиеся деятели отечественной медицины и здравоохранения). — … экз. (Терновский, Сергей Дмитриевич)
- Лебедева З. А. Т. П. Краснобаев (1865—1952). — М.: Медицина, 1974. — 48 с. — (Выдающиеся деятели отечественной медицины и здравоохранения). — 15 000 экз. (Краснобаев, Тимофей Петрович)
- Лушников А. Г. Г. А. Захарьин (1829—1897). — М.: Медицина, 1974. — 40 с. — (Выдающиеся деятели отечественной медицины и здравоохранения). — … экз. (Захарьин, Григорий Антонович)

### 1975 год
- Гериш А. Г. П. Б. Ганнушкин. — М.: Медицина, 1975. — 64 с. — (Выдающиеся деятели отечественной медицины и здравоохранения). — 15 000 экз. (Ганнушкин, Пётр Борисович)

### 1976 год
- Данилишина Е. И., Обысова Е. С. Н. М. Максимович-Амбодик. — М.: Медицина, 1976. — 52 с. — (Выдающиеся деятели отечественной медицины и здравоохранения). — … экз. (Амбодик-Максимович, Нестор Максимович)
- Макаренко Ю. А., Судаков К. В. П. К. Анохин. — М.: Медицина, 1976. — 72 с. — (Выдающиеся деятели отечественной медицины и здравоохранения). — … экз. (Анохин, Пётр Кузьмич)
- Шишкин А. П. А. В. Мольков. — М.: Медицина, 1976. — 56 с. — (Выдающиеся деятели отечественной медицины и здравоохранения). — … экз. (Мольков, Альфред Владиславович)

### 1977 год
- Нечай А. И. В. Н. Шамов (1882—1962). — М.: Медицина, 1977. — 64 с. — (Выдающиеся деятели отечественной медицины и здравоохранения). — … экз. (Шамов, Владимир Николаевич)
- Селиванов В. И. Я. А. Чистович. — М.: Медицина, 1977. — 56 с. — (Выдающиеся деятели отечественной медицины и здравоохранения). — … экз. (Чистович, Яков Алексеевич)

### 1978 год
- Коваленко П. П., Ваниев И. И. Н. А. Богораз. — М.: Медицина, 1978. — 56 с. — (Выдающиеся деятели отечественной медицины и здравоохранения). — … экз. (Богораз, Николай Алексеевич)
- Мирский М. Б. М. И. Барсуков (1890—1974). — М.: Медицина, 1978. — 72 с. — (Выдающиеся деятели отечественной медицины и здравоохранения). — … экз. (Барсуков, Михаил Иванович)
- Шапошников Ю. Г. А. А. Вишневский (1906—1975). — М.: Медицина, 1978. — 96 с. — (Выдающиеся деятели отечественной медицины и здравоохранения). — … экз. (Вишневский, Александр Александрович (старший))

### 1979 год
- Гольд Э. Ю. А. А. Чурилина (1882—1944). — М.: Медицина, 1979. — 56 с. — (Выдающиеся деятели отечественной медицины и здравоохранения). — … экз. (Чурилина, Анна Андреевна, врач-эпидемиолог)
- Добромыслова О. П. И. П. Разенков. — М.: Медицина, 1979. — 80 с. — (Выдающиеся деятели отечественной медицины и здравоохранения). — … экз. (Разенков, Иван Петрович)
- Лотова Е. И., Заблудовский П. Е. И. Д. Страшун. — М.: Медицина, 1979. — 72 с. — (Выдающиеся деятели отечественной медицины и здравоохранения). — … экз. (Страшун, Илья Давыдович)

### 1980 год
- Гериш А. Г. П. П. Кащенко (1859—1920). — М.: Медицина, 1980. — 80 с. — (Выдающиеся деятели отечественной медицины и здравоохранения). — … экз. (Кащенко, Пётр Петрович)
- Идельчик Х. И. А. П. Голубков (1880—1945). — М.: Медицина, 1980. — 80 с. — (Выдающиеся деятели отечественной медицины и здравоохранения). — … экз. (Голубков, Александр Павлович)
- Кованов В. В. П. Н. Обросов (1880—1937). — М.: Медицина, 1980. — (Выдающиеся деятели отечественной медицины и здравоохранения). — … экз. (Обросов, Павел Николаевич)
- Тарасов О. Ф. А. Ф. Тур (1894—1974). — М.: Медицина, 1980. — 128 с. — (Выдающиеся деятели отечественной медицины и здравоохранения). — … экз. (Тур, Александр Фёдорович)
- Чекарева Г. А., Мишнев О. Д. И. В. Давыдовский (1887—1968). — М.: Медицина, 1980. — 80 с. — (Выдающиеся деятели отечественной медицины и здравоохранения). — … экз. (Давыдовский, Ипполит Васильевич)

### 1981 год
- Абдуллоходжаев З. Я., Шапиро С. Е. Г. П. Руднев (1899—1970). — М.: Медицина, 1981. — 72 с. — (Выдающиеся деятели отечественной медицины и здравоохранения). — 30 000 экз. (Руднев, Георгий Павлович)
- Василевский Н. Н., Богданов О. В. Д. А. Бирюков (1904—1969). — М.: Медицина, 1981. — 96 с. — (Выдающиеся деятели отечественной медицины и здравоохранения). — … экз. (Бирюков, Дмитрий Андреевич)
- Васильев К. Г., Васильев К. К. А. Н. Сысин (1879—1956). — М.: Медицина, 1981. — 56 с. — (Выдающиеся деятели отечественной медицины и здравоохранения). — … экз. (Сысин, Алексей Николаевич)
- Шабанов А. Н., Осповат Б. А., Богорад И. В. В. Н. Розанов (1872—1934). — М.: Медицина, 1981. — 64 с. — (Выдающиеся деятели отечественной медицины и здравоохранения). — … экз. (Розанов, Владимир Николаевич (хирург))

### 1982 год
- Агаджанян Н. А. В. В. Стрельцов (1902—1947). — М.: Медицина, 1982. — 96 с. — (Выдающиеся деятели отечественной медицины и здравоохранения). — … экз. (Стрельцо́в, Владимир Владимирович)
- Бочков Н. П., Прозоровский С. В. В. Д. Тимаков (1905—1977). — М.: Медицина, 1982. — 64 с. — (Выдающиеся деятели отечественной медицины и здравоохранения). — 15 000 экз. (Тимаков, Владимир Дмитриевич)
- Гольд Э. Ю., Ладный И. Д. М. Н. Соловьёв (1886—1980). — М.: Медицина, 1982. — 64 с. — (Выдающиеся деятели отечественной медицины и здравоохранения). — … экз. (Соловьёв, Михаил Николаевич (эпидемиолог))
- Шабунин А. В. П. Ф. Лесгафт (1837—1909). — М.: Медицина, 1982. — 80 с. — (Выдающиеся деятели отечественной медицины и здравоохранения). — … экз. (Лесгафт, Пётр Францевич)

### 1983 год
- Базанов В. А. Л. Х. Попов (1881—1919). — М.: Медицина, 1983. — 48 с. — (Выдающиеся деятели отечественной медицины и здравоохранения). — … экз. (Попов, Леон Христофорович)
- Лопатенок А. А., Фишер А. М. М. Д. Тушинский (1882—1962). — М.: Медицина, 1983. — 48 с. — (Выдающиеся деятели отечественной медицины и здравоохранения). — … экз. (Тушинский, Михаил Дмитриевич)
- Подлужная М. Я. И. С. Белостоцкий (1882—1968). — М.: Медицина, 1983. — 40 с. — (Выдающиеся деятели отечественной медицины и здравоохранения). — … экз. (Белостоцкий, Иван Степанович)

### 1984 год
- Долинин В. А. Я. В. Виллие (1766—1854). — М.: Медицина, 1984. — 48 с. — (Выдающиеся деятели отечественной медицины и здравоохранения). — … экз. (Виллие, Яков Васильевич)
- Околов В. Л. В. А. Шаак (1880—1957). — М.: Медицина, 1984. — 56 с. — (Выдающиеся деятели отечественной медицины и здравоохранения). — … экз. (Шаак, Вильгельм Адольфович)
- Федорова З. Д., Андрианова И. Г. А. Н. Филатов (1902—1974). — М.: Медицина, 1984. — 48 с. — (Выдающиеся деятели отечественной медицины и здравоохранения). — … экз. (Филатов, Антонин Николаевич)

### 1985 год
- Бородий Н. К. Д. С. Самойлович (1742—1805) / Рец.: акад. АМН СССР П. Н. Бургасов, чл.-кор. АМН СССР Б. Д. Петров. — М.: Медицина, 1985. — 96 с. — (Выдающиеся деятели отечественной медицины и здравоохранения). — 30 000 экз. (Самойлович, Даниил Самойлович)
- Идельчик Х. И. О. П. Ногина (1885—1977). — М.: Медицина, 1985. — 96 с. — (Выдающиеся деятели отечественной медицины и здравоохранения). — … экз. (Ногина, Ольга Павловна)
- Лотова Е. И., Кохан А. И. П. Ф. Кудрявцев (1863—1935). — М.: Медицина, 1985. — 80 с. — (Выдающиеся деятели отечественной медицины и здравоохранения). — … экз. (Кудрявцев, Пётр Филиппович)

### 1986 год
- Васильев К. Г. Д. К. Заболотный (1866—1929): Микробиолог и эпидемиолог. — М.: Медицина, 1986. — 104 с. — (Выдающиеся деятели отечественной медицины и здравоохранения). — … экз. (Заболотный, Даниил Кириллович)
- Палкин Б. Н. С. С. Андреевский (1760—1818). — М.: Медицина, 1986. — 64 с. — (Выдающиеся деятели отечественной медицины и здравоохранения). — … экз. (Андреевский, Степан Семёнович)

### 1987 год
- Голиневич Е. М. П. Ф. Здродовский (1890—1976) : микробиолог и иммунолог. — М.: Медицина, 1987. — 144 с. — (Выдающиеся деятели отечественной медицины). — … экз. (Здродовский, Павел Феликсович)
- Капитаненко А. М. Н. В. Лазарев (1895—1974). — М.: Медицина, 1987. — 97 с. — (Выдающиеся деятели отечественной медицины и здравоохранения). — … экз. (Лазарев, Николай Васильевич)
- Мошковский Ш. Д., Духанина Н. Н., Раскин А. Я. Е. И. Марциновский (1874—1934): Паразитолог и инфекционист. — М.: Медицина, 1987. — 48 с. — (Выдающиеся деятели отечественной медицины и здравоохранения). — 20 000 экз. (Марциновский, Евгений Иванович)
- Сычеников И. А. и др. Ф. Ф. Талызин (1903—1980): Биолог и паразитолог / И. А. Сычеников, И. А. Вальцева, И. И. Косарев. — М.: Медицина, 1987. — 80 с. — (Выдающиеся деятели отечественной медицины и здравоохранения). — … экз. (Талызин, Фёдор Фёдорович)

### 1989 год
- Топоров Г. Н. А. Л. Поленов (1871—1947). — М.: Медицина, 1989. — 96 с. — (Выдающиеся деятели отечественной медицины и здравоохранения). — … экз. — ISBN 5-225-01500-X. (Поленов, Андрей Львович)

### 1990 год
- Яровинский М. Я. В. М. Бонч-Бруевич (Величкина), 1868—1918. — М.: Медицина, 1990. — 96 с. — (Выдающиеся деятели отечественной медицины и здравоохранения). — … экз. — ISBN 5-225-00353-2. (Величкина, Вера Михайловна)
- Збарский И. Б., Николаев П. Ф. Б. И. Збарский (1885—1954). — М.: Медицина, 1990. — 176 с. — (Выдающиеся деятели медицины). — 4000 экз. — ISBN 5-225-00693-0. (Збарский, Борис Ильич)